# André de Santa Maria
André de Santa Maria, O.F.M. (? - 10 de novembro de 1618), foi um prelado português, bispo de Cochim de 1588 até a data da sua resignação, em 1615. Teve um papel importante no início da atividade dos jesuítas no Ceilão português, em 1602. 

## Biografia
Atuou como administrador da Arquidiocese de Goa entre 1593 e 1595 e foi inquisidor na Índia Portuguesa, a serviço do Santo Ofício. Durante o seu governo eclesiástico, houve a fundação da Diocese de São Tomé de Meliapor, pelo Papa Paulo V.
Foi um dos principais responsáveis pela abertura à atividade dos jesuítas da parte de Ceilão sob domínio português, que desde 1554 estava reservada em exclusivo aos franciscanos, por decisão da Coroa tomada nesse ano e depois reafirmada em 1593.
Em janeiro de 1597, D. Frei André de Santa Maria escreveu ao rei de Portugal, sugerindo ser necessário alargar a atividade missionária em Ceilão e alegando que os recursos disponibilizados pelos franciscanos seriam insuficientes para isso. No mesmo ano, a coroa recebeu propostas específicas - provavelmente tendo como base as ideias do bispo de Cochim (que nesta matéria foi sempre apoiado pelo capitão-geral de Ceilão D. Jerónimo de Azevedo, que era irmão do mártir jesuíta, Beato D. Frei Inácio de Azevedo) - sobre a forma de dividir a atividade missionária na ilha entre as duas ordens. A partir dessas propostas, a posição da coroa mudou e em abril de 1602 chegaram a Colombo os primeiros quatro jesuítas, legitimados por patente emitida pelo vice-rei Aires de Saldanha, em 27 de fevereiro de 1602.
Embora sendo franciscano, D. Frei André de Santa Maria mantinha relações complexas com o Superior da Ordem na Índia - já em 1585 o franciscano Frei Gaspar de Lisboa, responsável pela Custódia de São Tomé da Índia Oriental entre 1584 e 1591, escrevera que Santa Maria criava "problemas" e que, para maior tranquilidade na Índia, deveria ser transferido para Portugal. Sabemos da sua apreciação pelos jesuítas por uma carta que ele enviou ao provincial da Ordem em Ceilão, já depois de os jesuítas se terem instalado na ilha, onde escreveu que " mesmo que o rei me impedisse de mandar missionários que não fossem franciscanos, eu não hesitaria em chamar os jesuítas, pois conheço as necessidades da missão (em Ceilão) e serei eu, e não o rei, a responder por isso na hora da morte e no dia do juízo final".
Uma das principais razões por trás da decisão de abrir Ceilão aos jesuítas era a boa reputação que tinham como educadores - logo que se instalaram em Colombo, em 1602, não apenas criaram de imediato uma escola primária como ministraram cursos de ensino do latim. A chegada dos jesuítas foi aliás o prelúdio para que outras ordens se instalassem também na ilha, nomeadamente dominicanos e agostinianos. Muito provavelmente, nada disso teria sido possível sem a persistente atividade de D. André de Santa Maria em prol da quebra do monopólio dos franciscanos em Ceilão. 